# دعابة يهودية

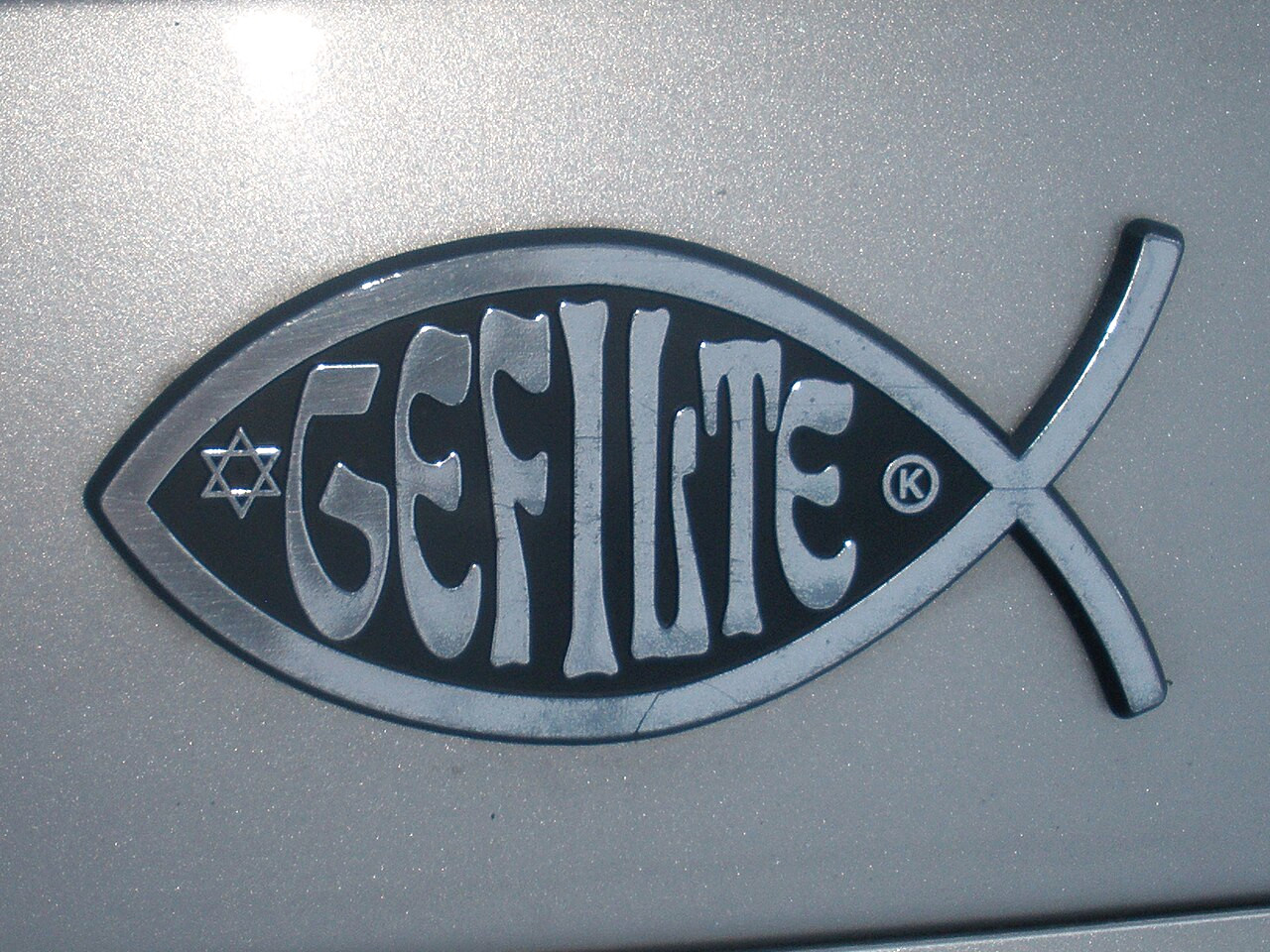

الدعابة اليهودية هي تقليد طويل من الفكاهة في اليهودية والتي يعود تاريخها إلى التوراة والمدراش من العصور القديمة في منطقة الشرق الأوسط، ويشير المصطلح عمومًا إلى تيار الفكاهة اللفظية، الإستنكار الذاتي، النكتة القصصية والتي ناشئت في أوروبا الشرقية، وتجذّرت في الولايات المتحدة على مدى مئات السنين الماضية. بدءًا من الإستعراض المسرحي، ستاند أب كوميدي، الأفلام، التلفزيون ونسبة عالية بشكل غير متناسب من الكوميديين اليهوديين الأمريكيين خصوصًا ذووي الخلفية الروسية.